# Nati il 24 dicembre
| Questa pagina contiene informazioni ricavate automaticamente dalle voci biografiche con l'ausilio del template Bio e di un bot. L'aggiornamento è periodico e automatico e ricostruisce completamente la pagina. Se manca una persona in questa lista, sei pregato di non aggiungerla, ma accertati piuttosto che la sua voce biografica contenga il template Bio e che i dati anagrafici siano correttamente compilati. Se il template Bio manca, inseriscilo tu stesso o, in alternativa, metti l'avviso {{tmp\|Bio}} che ne segnala la mancanza. Se i dati riportati sono sbagliati, correggi direttamente la voce biografica; le modifiche saranno visibili in questa lista entro pochi giorni. Per chiarimenti vedi il progetto biografie. La lista contiene solo le 1.052 persone che sono citate nell'enciclopedia e per le quali è stato implementato correttamente il template Bio. Pagina aggiornata al 9 ago 2025. |

## I secolo a.C.(1)
- 3 a.C. - Galba, imperatore romano († 69)

## VIII secolo(1)
- 770 - Al-Hakam ibn Hisham, sovrano († 822)

## XII secolo(1)
- 1166 - Giovanni d'Inghilterra, re († 1216)

## XIV secolo(2)
- 1382 - Louis d'Harcourt, arcivescovo cattolico francese († 1422)
- 1389 - Giovanni VI di Bretagna, nobile francese († 1442)

## XV secolo(2)
- 1475 - Thomas Murner, religioso, poeta e traduttore tedesco († 1537)
- 1487 - Stefan Schlick, numismatico ceco († 1526)

## XVI secolo(8)
- 1508 - Pietro Carnesecchi, umanista e funzionario italiano († 1567)
- 1525 - Rocco Guerrini, militare e architetto italiano († 1596)
- 1564 - Erminio Valenti, cardinale e vescovo cattolico italiano († 1618)
- 1588 - Costanza d'Asburgo, regina († 1631)
- 1588 - Jost Fleckenstein, ufficiale svizzero († 1652)
- 1596 - Leonard Bramer, pittore e disegnatore olandese († 1674)
- 1597 - Onorato II di Monaco, principe monegasco († 1662)
- 1598 - Margaret Stuart, nobile britannica († 1600)

## XVII secolo(15)
- 1606 - Cornelio II Bentivoglio, nobile († 1663)
- 1625 - Johann Rudolph Ahle, compositore e organista tedesco († 1673)
- 1631 - Bernardo Gustavo di Baden-Durlach, militare, abate e cardinale tedesco († 1677)
- 1634 - William Douglas, duca di Hamilton, nobile scozzese († 1694)
- 1635 - Giuseppe Rosa, arcivescovo cattolico italiano († 1694)
- 1637 - Pierre Jurieu, teologo e politico francese († 1713)
- 1638 - Tomás de la Cerda, nobile spagnolo († 1692)
- 1638 - Ralph Montagu, I duca di Montagu, nobile e diplomatico britannico († 1709)
- 1652 - Tommaso Mattei, architetto italiano († 1726)
- 1658 - Giambattista Patrizi, cardinale e arcivescovo cattolico italiano († 1727)
- 1663 - Ippolita Ludovisi, italiana († 1733)
- 1663 - Petronilla Paolini Massimi, poetessa italiana († 1726)
- 1679 - Domenico Sarro, compositore italiano († 1744)
- 1694 - Louisa Berkeley, contessa di Berkeley, nobildonna inglese († 1716)
- 1698 - William Warburton, scrittore, critico letterario e vescovo anglicano inglese († 1779)

## XVIII secolo(38)
- 1703 - Aleksej Il'ič Čirikov, navigatore e esploratore russo († 1748)
- 1703 - Christen Lindencrone, mercante danese († 1772)
- 1706 - Anna Sofia Carlotta di Brandeburgo-Schwedt, nobildonna tedesca († 1751)
- 1727 - Jacques-Philippe de Choiseul, generale francese († 1789)
- 1740 - Anders Johan Lexell, astronomo e matematico russo († 1784)
- 1745 - William Paterson, politico e giudice statunitense († 1806)
- 1749 - Karl Gottfried Hagen, chimico tedesco († 1829)
- 1751 - Lars von Engeström, politico e diplomatico svedese († 1826)
- 1752 - Joseph Delaunay, politico francese († 1794)
- 1754 - George Crabbe, poeta inglese († 1832)
- 1755 - Delfino Muletti, storico e scrittore italiano († 1808)
- 1755 - Claude-Emmanuel de Pastoret, politico e scrittore francese († 1840)
- 1760 - Andrea Belli, giurista e letterato italiano († 1820)
- 1761 - Michael Andreas Barclay de Tolly, feldmaresciallo russo († 1818)
- 1761 - Daniello Berlinghieri, politico e ambasciatore italiano († 1838)
- 1761 - Jean-Louis Pons, astronomo francese († 1831)
- 1761 - Selim III, sultano ottomano († 1808)
- 1764 - Heinrich Gustav Flörke, botanico tedesco († 1835)
- 1764 - Giovan Battista Martinetti, architetto e ingegnere svizzero († 1830)
- 1769 - Giuseppe Monico, letterato italiano († 1829)
- 1773 - Joseph Wölfl, pianista e compositore austriaco († 1812)
- 1775 - Stefano Scerra, arcivescovo cattolico italiano († 1859)
- 1777 - Carlo Gritti Morlacchi, vescovo cattolico italiano († 1852)
- 1778 - Emanuele Paparo, pittore, architetto e scrittore italiano († 1828)
- 1782 - Therese Brunetti, attrice teatrale e ballerina austriaca († 1864)
- 1782 - Charles-Hubert Millevoye, poeta francese († 1816)
- 1783 - Carlos Antonio Carrillo, politico e militare statunitense († 1852)
- 1784 - Elena Pavlovna Romanova, nobile russa († 1803)
- 1785 - Karl von Culoz, militare austriaco († 1862)
- 1786 - Gregor MacGregor, militare, avventuriero e truffatore britannico († 1845)
- 1787 - Guglielmo d'Assia-Kassel, nobile († 1867)
- 1788 - Bernardo Falqui Pes, politico italiano († 1864)
- 1789 - Raffaele Purpo, vescovo cattolico italiano († 1876)
- 1790 - Louis Alexis Beaudemoulin, ingegnere francese († 1877)
- 1791 - Emanuele Bellia, avvocato, giurista e politico italiano († 1860)
- 1791 - Eugène Scribe, scrittore, drammaturgo e librettista francese († 1861)
- 1796 - Fernán Caballero, scrittrice spagnola († 1877)
- 1798 - Adam Mickiewicz, poeta e scrittore polacco († 1855)

## XIX secolo(202)
- 1802 - André-Michel Guerry, avvocato e statistico francese († 1866)
- 1803 - Jean-Rémi Bessieux, missionario e vescovo cattolico francese († 1876)
- 1804 - Édouard Chassaignac, medico francese († 1879)
- 1804 - Charles Magill Conrad, politico statunitense († 1878)
- 1805 - Sebastian Lee, violoncellista, compositore e insegnante tedesco († 1887)
- 1807 - Elizabeth Margaret Chandler, scrittrice e poetessa statunitense († 1834)
- 1808 - Leopoldo Valfrè di Bonzo, politico e militare italiano († 1887)
- 1809 - Kit Carson, esploratore e militare statunitense († 1868)
- 1809 - Carlo Raimondi, incisore e pittore italiano († 1883)
- 1810 - Wilhelm Marstrand, scultore danese († 1873)
- 1812 - Karl Eduard Zachariae von Lingenthal, giurista e storico tedesco († 1894)
- 1814 - Henry Brand, I visconte Hampden, politico inglese († 1892)
- 1815 - Stefano Cusani, filosofo italiano († 1846)
- 1815 - Diego Orlando, storico e giurista italiano († 1879)
- 1816 - Fortunato Padula, ingegnere e politico italiano († 1881)
- 1818 - Giuseppe Albeggiani, matematico italiano († 1892)
- 1818 - Fulvia Bisi, pittrice italiana († 1911)
- 1818 - Eliza Cook, poetessa britannica († 1889)
- 1818 - James Prescott Joule, fisico inglese († 1889)
- 1820 - Justin Clinchant, generale francese († 1881)
- 1821 - Gabriel García Moreno, politico ecuadoriano († 1875)
- 1821 - Ernest Picard, politico francese († 1877)
- 1822 - Matthew Arnold, poeta, critico letterario e educatore britannico († 1888)
- 1822 - Charles Hermite, matematico francese († 1901)
- 1824 - Peter Cornelius, compositore e poeta tedesco († 1874)
- 1825 - Salvatore Majorana Calatabiano, economista e politico italiano († 1897)
- 1826 - Natale Betti, pittore italiano († 1888)
- 1830 - Roberto Morra di Lavriano e della Montà, generale e politico italiano († 1917)
- 1830 - Giovanni Papanti, bibliografo italiano († 1893)
- 1832 - Tommaso Marani, patriota italiano († 1880)
- 1832 - Francesco Netti, pittore e letterato italiano († 1894)
- 1834 - Ernest Stamm, ingegnere francese († 1875)
- 1836 - Joaquín Agrasot, pittore spagnolo († 1919)
- 1836 - Peter Emil Huber-Werdmüller, imprenditore svizzero († 1915)
- 1837 - Giuseppe Cozza-Luzi, religioso e filologo italiano († 1905)
- 1837 - Elisabetta di Baviera († 1898)
- 1837 - Hans von Marées, pittore tedesco († 1887)
- 1837 - Jean-Emmanuel Van den Bussche, pittore belga († 1908)
- 1837 - Cosima Wagner, tedesca († 1930)
- 1838 - Fedele da Fanna, storico, teologo e presbitero italiano († 1881)
- 1838 - John Morley, I visconte Morley di Blackburn, politico e scrittore britannico († 1923)
- 1838 - Georges Picot, magistrato e storico francese († 1909)
- 1840 - Amilcare Malagola, cardinale e arcivescovo cattolico italiano († 1895)
- 1840 - Alessandro Natale Medici, militare e patriota italiano († 1889)
- 1841 - Enrique Aberg, architetto e pittore svedese († 1922)
- 1842 - Nicola D'Arienzo, compositore italiano († 1915)
- 1843 - Lydia Koidula, poetessa estone († 1886)
- 1843 - Michail Zasulič, generale russo († 1910)
- 1843 - Michele di Gè, brigante italiano († 1924)
- 1844 - Wilhelm Spemann, editore tedesco († 1910)
- 1844 - Francesco Salesio Della Volpe, cardinale italiano († 1916)
- 1845 - Natale Attanasio, pittore, scenografo e illustratore italiano († 1923)
- 1845 - Salvatore Auteri Manzocchi, compositore italiano († 1924)
- 1845 - Fernand Cormon, pittore francese († 1924)
- 1845 - Giorgio I di Grecia, re († 1913)
- 1846 - Paavo Cajander, poeta e traduttore finlandese († 1913)
- 1847 - George Baden-Powell, politico e scrittore britannico († 1898)
- 1847 - Icilio Guareschi, chimico e storico italiano († 1918)
- 1848 - Luigi Roux, politico, giornalista e editore italiano († 1913)
- 1848 - Brandon Thomas, attore e drammaturgo inglese († 1914)
- 1849 - Charles Ephrussi, critico d'arte, storico dell'arte e collezionista d'arte russo († 1905)
- 1851 - Édouard de Castelnau, generale francese († 1944)
- 1851 - Celso Pellizzari, medico italiano († 1925)
- 1852 - Carlo Rocca Rey, ammiraglio italiano († 1935)
- 1853 - Natale Tommasi, architetto italiano († 1923)
- 1854 - Sveinung Aanonsen, pittore e scultore norvegese († 1919)
- 1854 - José María Reina Barrios, politico guatemalteco († 1898)
- 1854 - Aristizza Romanescu, attrice teatrale rumena († 1918)
- 1855 - John Starley, inventore e imprenditore inglese († 1901)
- 1856 - Albert d'Amade, generale francese († 1941)
- 1858 - Pasquale Camassa, presbitero, bibliotecario e storico italiano († 1941)
- 1859 - Samuel Fischer, editore austro-ungarico († 1934)
- 1859 - Yehuda Leib Tsirelson, rabbino e politico rumeno († 1941)
- 1860 - Ernesto Salvia, giurista e politico italiano († 1923)
- 1860 - Edward John Wall, giornalista, chimico e scrittore britannico († 1928)
- 1862 - Adolfo Mabellini, bibliotecario e letterato italiano († 1939)
- 1863 - Adelaide Albani Tondi, giornalista e attivista italiana († 1939)
- 1863 - Enrique Fernández Arbós, violinista, compositore e direttore d'orchestra spagnolo († 1939)
- 1863 - Ljubomir Davidović, politico jugoslavo († 1940)
- 1863 - Pilo Predella, matematico italiano († 1939)
- 1863 - William Wurtenburg, giocatore di football americano statunitense († 1957)
- 1864 - Enrico Quattrini, scultore italiano († 1950)
- 1865 - Einar Lönnberg, zoologo svedese († 1942)
- 1865 - Amalia in Baviera, duchessa tedesca († 1912)
- 1867 - Gaspare Bergonzoli, medico italiano († 1950)
- 1867 - Tevfik Fikret, educatore e poeta ottomano († 1915)
- 1868 - Jules Jacot-Guillarmod, alpinista, medico e fotografo svizzero († 1925)
- 1868 - Emanuel Lasker, scacchista, matematico e goista tedesco († 1941)
- 1868 - Anselmo Filippo Pecci, arcivescovo cattolico italiano († 1950)
- 1868 - Richard Teichmann, scacchista tedesco († 1925)
- 1868 - Gaston Velle, regista francese († 1953)
- 1869 - Henriette Roland Holst, scrittrice olandese († 1952)
- 1870 - Rosario Scalero, violinista e compositore italiano († 1954)
- 1870 - Edward D. Swift, astronomo statunitense († 1935)
- 1871 - Bruno Mugellini, pianista, compositore e insegnante italiano († 1912)
- 1872 - Adam Gunn, multiplista statunitense († 1935)
- 1872 - Alfredo Petrillo, avvocato, giornalista e politico italiano († 1943)
- 1872 - Fred Semple, golfista e tennista statunitense († 1927)
- 1873 - Ettore Cosomati, pittore e incisore italiano († 1960)
- 1873 - Pedro Pablo Dartnell, generale e politico cileno († 1944)
- 1874 - Adamo Didur, basso polacco († 1946)
- 1874 - William King Hale, assassino, politico e criminale statunitense († 1962)
- 1875 - Otto Ender, politico austriaco († 1960)
- 1875 - Patrizio Fracassi, scultore italiano († 1903)
- 1875 - Eugenio Genero, poeta italiano († 1947)
- 1875 - Émile Wegelin, canottiere e pittore francese († 1962)
- 1876 - Thomas Madsen-Mygdal, politico danese († 1943)
- 1877 - Tommaso Arnoni, avvocato e politico italiano († 1950)
- 1877 - Noël Bas, ginnasta francese († 1960)
- 1878 - Anton Heida, ginnasta statunitense
- 1878 - Evasio Montanella, pittore italiano († 1940)
- 1878 - Oscar Morin, missionario e vescovo cattolico canadese († 1952)
- 1879 - Alessandrina di Meclemburgo-Schwerin, danese († 1952)
- 1879 - Gustave Cohen, storico della letteratura e patriota francese († 1958)
- 1879 - Otto Fickeisen, canottiere tedesco († 1963)
- 1879 - Daniel Horton, astista e triplista statunitense († 1954)
- 1879 - Clemente Micara, cardinale, arcivescovo cattolico e diplomatico italiano († 1965)
- 1880 - Vigilio Federico Dalla Zuanna, arcivescovo cattolico italiano († 1956)
- 1880 - Hermann Haller, scultore svizzero († 1950)
- 1880 - Waldemar Pabst, ufficiale e attivista tedesco († 1970)
- 1880 - Simone Simoni, generale italiano († 1944)
- 1881 - Delfina Bunge, scrittrice, poetessa e saggista argentina († 1952)
- 1881 - Charles Wakefield Cadman, compositore, critico musicale e giornalista statunitense († 1946)
- 1881 - Alfredo Gollini, ginnasta italiano († 1957)
- 1881 - Juan Ramón Jiménez, poeta spagnolo († 1958)
- 1882 - Giovanni Calò, pedagogista e politico italiano († 1970)
- 1882 - Filiberto Farci, scrittore, saggista e politico italiano († 1965)
- 1883 - Wilfred Noy, regista, attore e sceneggiatore britannico († 1948)
- 1884 - Antoni Cierplikowski, parrucchiere polacco († 1976)
- 1884 - Eulalie Jensen, attrice statunitense († 1952)
- 1884 - Raffaele Montagna, magistrato italiano († 1948)
- 1884 - Otto Reiser, calciatore tedesco († 1957)
- 1885 - Dante Argentieri, politico italiano († 1956)
- 1885 - James Bagshaw, calciatore inglese († 1966)
- 1885 - Ødbert Bjarnholt, calciatore danese († 1946)
- 1885 - Charles Jensen, ginnasta danese († 1920)
- 1885 - Charles Simmons, ginnasta britannico († 1945)
- 1886 - Peco Bauwens, calciatore e arbitro di calcio tedesco († 1963)
- 1886 - Michael Curtiz, regista, produttore cinematografico e attore ungherese († 1962)
- 1886 - Bogoljub Jevtić, politico jugoslavo († 1960)
- 1886 - Dave MacMillan, allenatore di pallacanestro statunitense († 1963)
- 1886 - Aleksandr Sergeevič Neverov, scrittore russo († 1923)
- 1886 - Marco Ramperti, scrittore e giornalista italiano († 1964)
- 1887 - Gustaf Blomgren, tuffatore svedese († 1956)
- 1887 - Lucrezia Bori, soprano spagnolo († 1960)
- 1887 - Giorgio Natale Gherlinzoni, militare italiano († 1917)
- 1887 - Louis Jouvet, attore francese († 1951)
- 1887 - Bob Kortman, attore statunitense († 1967)
- 1887 - Axel Revold, pittore e illustratore norvegese († 1962)
- 1887 - Nazzareno Scattaglia, generale italiano († 1975)
- 1889 - Mario Bonnard, regista e attore italiano († 1965)
- 1889 - Heinz Ludewig, calciatore tedesco († 1950)
- 1889 - Patrick MacGill, scrittore, poeta e commediografo irlandese († 1963)
- 1889 - Carl Sauer, geografo statunitense († 1975)
- 1890 - Arthur Allman, calciatore inglese († 1956)
- 1890 - Amerigo Bartoli Natinguerra, pittore e scrittore italiano († 1971)
- 1890 - Walerian Czuma, generale polacco († 1962)
- 1890 - Zenobio Lorenzo Guilland, arcivescovo cattolico argentino († 1962)
- 1890 - Alfred Neveu, bobbista svizzero († 1975)
- 1891 - Solomon Birnbaum, linguista austriaco († 1989)
- 1891 - Elmano Cardim, giornalista brasiliano († 1979)
- 1891 - Stanislao Di Chiara, ginnasta italiano († 1973)
- 1891 - Virginia Dighero, supercentenaria italiana († 2005)
- 1891 - Gustavo Hauser, calciatore italiano († 1969)
- 1892 - Ruth Chatterton, attrice e sceneggiatrice statunitense († 1961)
- 1892 - Dick Hodgson, pallanuotista britannico († 1968)
- 1892 - Louis La Ravoire Morrow, vescovo cattolico statunitense († 1987)
- 1892 - Angelo Camillo Maine, scultore italiano († 1969)
- 1893 - Emo Agostini, militare italiano († 1941)
- 1893 - Carl Brisson, attore e cantante danese († 1958)
- 1893 - Wout Buitenweg, calciatore olandese († 1976)
- 1893 - Paul Nivoix, commediografo, sceneggiatore e giornalista francese († 1958)
- 1893 - Harry Warren, compositore e paroliere statunitense († 1981)
- 1894 - Evert Bulder, calciatore olandese († 1973)
- 1894 - Mario Cucca, militare italiano († 1937)
- 1894 - John Gray, mezzofondista statunitense († 1942)
- 1894 - Georges Guynemer, aviatore francese († 1917)
- 1894 - Johannes Hengeveld, tiratore di fune olandese († 1961)
- 1894 - Jack Thayer, statunitense († 1945)
- 1895 - Jean-Ghislain Delcuve, missionario e vescovo cattolico belga († 1963)
- 1895 - Giuseppe Firrao, politico italiano († 1950)
- 1895 - Carlo Gualandri, attore italiano († 1972)
- 1895 - Louis Christian Hess, pittore e scultore austriaco († 1944)
- 1895 - Josef Uridil, allenatore di calcio e calciatore austriaco († 1962)
- 1895 - Nikolaus von Vormann, generale tedesco († 1959)
- 1896 - Hortense Powdermaker, antropologa statunitense († 1970)
- 1897 - Francesco Cetti, calciatore italiano
- 1897 - Jay Lovestone, politico, sindacalista e agente segreto statunitense († 1990)
- 1897 - Ville Pörhölä, discobolo, martellista e pesista finlandese († 1964)
- 1897 - Jānis Ziemeļnieks, scrittore lettone († 1930)
- 1897 - Koto Ōkubo, supercentenaria giapponese († 2013)
- 1898 - Guglielmo Brezzi, calciatore italiano († 1926)
- 1898 - Warren Dodds, batterista statunitense († 1959)
- 1898 - Rupert Allan Willis, patologo australiano († 1980)
- 1899 - Franz Xaver Dorsch, ingegnere tedesco († 1986)
- 1899 - Giovanni Battista Pera, politico italiano († 1950)
- 1899 - Carl Troll, geografo e botanico tedesco († 1975)
- 1900 - Gunnar Dahl, calciatore norvegese († 1940)
- 1900 - Voldemārs Plade, calciatore lettone († 1961)
- 1900 - Giuseppe Rossoni, calciatore italiano († 1980)
- 1900 - František Ryšavý, calciatore cecoslovacco († 1976)
- 1900 - Hawayo Takata, giapponese († 1980)

## XX secolo(767)
- 1901 - Donald Ewen Cameron, psichiatra statunitense († 1967)
- 1901 - Aleksandr Aleksandrovič Fadeev, scrittore e politico sovietico († 1956)
- 1901 - Natale Vasco Jacoponi, politico, partigiano e sindacalista italiano († 1963)
- 1901 - Tom Reed, sceneggiatore statunitense († 1961)
- 1902 - Elwood Bredell, direttore della fotografia statunitense († 1969)
- 1902 - Walter Dietrich, calciatore e allenatore di calcio svizzero († 1979)
- 1903 - Joseph Cornell, artista statunitense († 1972)
- 1903 - Adolfo Liuzzi, calciatore italiano
- 1903 - Jack Purcell, giocatore di badminton canadese († 1991)
- 1904 - Frits Schipper, calciatore olandese († 1981)
- 1904 - Alexandre Villaplane, calciatore e criminale francese († 1944)
- 1905 - Milt Dunnell, giornalista canadese († 2008)
- 1905 - Hans Geiger, calciatore tedesco († 1991)
- 1905 - Howard Hughes, aviatore, regista e produttore cinematografico statunitense († 1976)
- 1905 - George Marthins, hockeista su prato indiano († 1989)
- 1905 - Étienne Mattler, calciatore e allenatore di calcio francese († 1986)
- 1905 - Bertil Rönnmark, tiratore a segno svedese († 1967)
- 1905 - Jerzy Sas Kulczycki, militare e partigiano italiano († 1944)
- 1905 - Hendrik Wade Bode, ingegnere statunitense († 1982)
- 1905 - Ans van Dijk, criminale olandese († 1948)
- 1906 - James Hadley Chase, scrittore britannico († 1985)
- 1906 - Joseph Höffner, cardinale e arcivescovo cattolico tedesco († 1987)
- 1906 - Italo Calvari, pittore, attore e regista teatrale italiano († 1972)
- 1906 - Bruno Petracca, pugile italiano († 1977)
- 1906 - Guido Vedovato, generale italiano († 2001)
- 1906 - Franz Waxman, compositore tedesco († 1967)
- 1907 - Piero Castello, calciatore italiano († 1980)
- 1907 - André de Cayeux de Senarpont, geologo e paleontologo francese († 1986)
- 1907 - John Patrick Cody, cardinale e arcivescovo cattolico statunitense († 1982)
- 1907 - Salvatore Giorgetti, calciatore e allenatore di calcio italiano
- 1908 - Natale Colarich, partigiano e politico italiano († 1944)
- 1908 - Max David, giornalista italiano († 1980)
- 1908 - Nino Lupi, calciatore svizzero († 1990)
- 1909 - Teresa Bandini, violinista italiana († 2008)
- 1909 - Adam Rapacki, politico polacco († 1970)
- 1909 - Umberto Visentin, calciatore e allenatore di calcio italiano († 1994)
- 1910 - John Bagni, attore e scrittore statunitense († 1954)
- 1910 - Ellen Braumüller, giavellottista, discobola e altista tedesca († 1991)
- 1910 - Betty Ann Davies, attrice britannica († 1955)
- 1910 - Stillman Drake, storico della scienza canadese († 1993)
- 1910 - Fritz Leiber, scrittore statunitense († 1992)
- 1910 - Max Miedinger, designer svizzero († 1980)
- 1910 - Alphonse Verniers, ciclista su strada belga († 1994)
- 1911 - Stefano Sertorelli, sciatore di pattuglia militare e sciatore alpino italiano († 1994)
- 1911 - Rodolfo Siviero, agente segreto e storico dell'arte italiano († 1983)
- 1912 - Håkon Johannessen, calciatore norvegese († 1978)
- 1912 - Günther Noack, pattinatore artistico su ghiaccio tedesco († 1991)
- 1912 - Natalino Otto, cantante, batterista e produttore discografico italiano († 1969)
- 1913 - Ad Reinhardt, pittore statunitense († 1967)
- 1913 - Takashi Yokoyama, nuotatore giapponese († 1945)
- 1914 - Alfred Dompert, siepista tedesco († 1991)
- 1914 - Franco Lucchini, ufficiale e aviatore italiano († 1943)
- 1914 - Ralph Marterie, musicista italiano († 1978)
- 1914 - Herbert Reinecker, scrittore, autore televisivo e produttore televisivo tedesco († 2007)
- 1914 - Hans Rösch, bobbista tedesco († 1962)
- 1914 - Wang Renmei, attrice e cantante cinese († 1987)
- 1915 - Bill Jesko, cestista e allenatore di pallacanestro statunitense († 1961)
- 1915 - Luigi Maffeo, arcivescovo cattolico italiano († 1971)
- 1915 - Danny Smick, cestista statunitense († 1975)
- 1916 - Enzo Bartoli, cestista italiano († 2012)
- 1917 - Ambrogio Alfonso, calciatore e allenatore di calcio italiano († 1998)
- 1917 - Kim Jong-suk, attivista e politica nordcoreana († 1949)
- 1917 - Milena Milani, scrittrice, giornalista e artista italiana († 2013)
- 1917 - Vito Pandolfi, critico teatrale e regista italiano († 1974)
- 1918 - Dave Bartholomew, musicista, produttore discografico e compositore statunitense († 2019)
- 1918 - Attilio Prevost, ingegnere e imprenditore italiano († 2010)
- 1919 - Giacomo Bergamonti, politico e partigiano italiano († 1952)
- 1919 - Carlo Moscovini, regista, scrittore e sceneggiatore italiano († 1986)
- 1919 - Pierre Soulages, pittore e incisore francese († 2022)
- 1920 - Bruno Dozzini, poeta italiano († 2008)
- 1920 - Mario Giannelli, giocatore di football americano statunitense († 2003)
- 1920 - Franco Lucentini, scrittore e traduttore italiano († 2002)
- 1920 - Edy Reinalter, sciatore alpino svizzero († 1962)
- 1920 - Pietro Varona, calciatore italiano
- 1920 - Vittorio Vettori, poeta, scrittore e critico letterario italiano († 2004)
- 1921 - Bill Dudley, giocatore di football americano statunitense († 2010)
- 1921 - Leroy King, cestista statunitense († 2004)
- 1921 - Mickey Knox, attore, dialoghista e traduttore statunitense († 2013)
- 1921 - Carlo Olmini, politico italiano († 1974)
- 1921 - Luciana Spadoni, cestista italiana
- 1922 - Theo Braun, pittore e grafico austriaco († 2006)
- 1922 - Renato Brighenti, calciatore italiano († 1982)
- 1922 - Ava Gardner, attrice statunitense († 1990)
- 1922 - Artemio Giovagnoni, scultore, medaglista e commediografo italiano († 2007)
- 1922 - Jonas Mekas, regista, poeta e artista lituano († 2019)
- 1922 - Ferdinando Salvalai, antifascista e partigiano italiano († 1944)
- 1923 - Michael DiBiase, wrestler statunitense († 1969)
- 1923 - Silvino Folloni, partigiano italiano († 1944)
- 1923 - Piero Gambacciani, architetto italiano († 2008)
- 1923 - Mikołaj Kozakiewicz, politico, insegnante e letterato polacco († 1998)
- 1923 - Kalman Taigman, superstite dell'Olocausto polacco († 2012)
- 1924 - Mohand-Aârav Bessaoud, scrittore e attivista berbero († 2002)
- 1924 - Krishna Prasad Bhattarai, politico nepalese († 2011)
- 1924 - Ubaldo Calabresi, arcivescovo cattolico italiano († 2004)
- 1924 - Abdirizak Haji Hussein, politico somalo († 2014)
- 1924 - Carol Haney, attrice, cantante e ballerina statunitense († 1964)
- 1924 - Louise Jacobson, francese († 1943)
- 1924 - Roger Mindonnet, calciatore francese († 2018)
- 1924 - Claude Mossé, storica e scrittrice francese († 2022)
- 1924 - Mohammed Rafi, cantante indiano († 1980)
- 1925 - Sauro Babini, partigiano e antifascista italiano († 1944)
- 1925 - Giuseppe Farinella, mafioso italiano († 2017)
- 1925 - Giorgio Ferrari, compositore italiano († 2010)
- 1925 - Claude Frank, pianista tedesco († 2014)
- 1925 - Prosper Grech, cardinale, arcivescovo cattolico e teologo maltese († 2019)
- 1925 - Noel Kinsey, calciatore gallese († 2017)
- 1925 - Maurizio Mattioli, editore italiano († 2020)
- 1925 - Masaya Nakamura, imprenditore giapponese († 2017)
- 1926 - Luis Costales, poeta, filosofo e politico ecuadoriano († 2006)
- 1926 - Lee Dorsey, cantante statunitense († 1986)
- 1926 - Natale Guido Frabboni, pittore italiano († 1994)
- 1926 - Maria Janion, critica letteraria, traduttrice e attivista polacca († 2020)
- 1926 - Juan José Linz, politologo spagnolo († 2013)
- 1926 - Badr Shākir al-Sayyāb, poeta iracheno († 1964)
- 1927 - Helmut Fottner, calciatore tedesco († 2009)
- 1927 - Mary Higgins Clark, scrittrice statunitense († 2020)
- 1927 - Emilio Jona, scrittore, poeta e drammaturgo italiano
- 1927 - Pio La Torre, politico e sindacalista italiano († 1982)
- 1927 - Giambattista Marson, medico e politico italiano († 2019)
- 1927 - Silvano Ridi, politico italiano († 2001)
- 1927 - Teresa Stich-Randall, soprano statunitense († 2007)
- 1928 - Kaj Gustafsson, cestista finlandese († 2017)
- 1928 - Michael Howard, ex schermidore britannico
- 1928 - Manfred Rommel, politico tedesco († 2013)
- 1928 - Norman Rossington, attore inglese († 1999)
- 1929 - Sebastiano Buzzin, allenatore di calcio e calciatore italiano († 2007)
- 1929 - Gianluigi Colalucci, restauratore italiano († 2021)
- 1929 - David H. DePatie, produttore cinematografico statunitense († 2021)
- 1929 - Lello Di Domenico, cantante e tenore italiano († 2002)
- 1929 - Noël Duval, storico, archeologo e epigrafista francese († 2018)
- 1929 - Tadashi Nakamura, doppiatore giapponese († 2019)
- 1929 - Lennart Skoglund, calciatore svedese († 1975)
- 1929 - Marian Zieliński, sollevatore polacco († 2005)
- 1930 - Bruno Bertotti, fisico italiano († 2018)
- 1930 - Franco Cetrelli, partigiano italiano († 1945)
- 1930 - Arsenio Iglesias, calciatore e allenatore di calcio spagnolo († 2023)
- 1930 - Robert Joffrey, ballerino, coreografo e produttore teatrale statunitense († 1988)
- 1930 - Matti Köli, cestista finlandese († 2018)
- 1930 - Pier Giorgio Perotto, ingegnere e informatico italiano († 2002)
- 1931 - Walter Abish, scrittore statunitense († 2022)
- 1931 - Vic Anciaux, politico e medico belga († 2023)
- 1931 - Alves Barbosa, ciclista su strada, pistard e ciclocrossista portoghese († 2018)
- 1931 - Jill Bennett, attrice britannica († 1990)
- 1931 - Ray Bryant, pianista statunitense († 2011)
- 1931 - Mauricio Kagel, compositore argentino († 2008)
- 1931 - Robert Ridgely, attore statunitense († 1997)
- 1932 - Anna Maria Ackermann, attrice italiana († 2025)
- 1932 - Antonio Boyer, baritono italiano († 2020)
- 1932 - Colin Cowdrey, crickettista inglese († 2000)
- 1932 - Earl Dodge, politico statunitense († 2007)
- 1932 - Giosetta Fioroni, pittrice italiana
- 1932 - Amelia Ioli Gigante, politica e docente italiana († 2013)
- 1932 - On Kawara, artista giapponese († 2014)
- 1932 - Allen Kelley, cestista statunitense († 2016)
- 1932 - Osvaldo Picchiottino, ex sciatore alpino e allenatore di sci alpino italiano
- 1932 - Adolf Polatschek, botanico austriaco († 2015)
- 1933 - Francisco Capel, cestista spagnolo († 2022)
- 1933 - Renée Colliard, sciatrice alpina svizzera († 2022)
- 1933 - Domenico Maselli, politico e storico delle religioni italiano († 2016)
- 1933 - Luciano Rondinella, cantante, attore e imprenditore italiano († 2020)
- 1933 - Dirk Sanders, ballerino, attore e coreografo francese († 2002)
- 1933 - Adam Śmigielski, vescovo cattolico polacco († 2008)
- 1934 - Enrique Dussel, scrittore e filosofo argentino († 2023)
- 1934 - Ettore Frangipane, giornalista, disegnatore e scrittore italiano
- 1934 - Stjepan Mesić, politico croato
- 1935 - Aristide Canosani, politico e dirigente d'azienda italiano
- 1935 - Väinö Huhtala, fondista e canottiere finlandese († 2016)
- 1935 - Peter Thangaraj, militare e calciatore indiano († 2008)
- 1935 - Antonio Rodotà, ingegnere e dirigente d'azienda italiano († 2006)
- 1936 - María Cuadra, attrice spagnola
- 1936 - Léo Eichmann, ex calciatore svizzero
- 1936 - Mario Domenico Gerolimetto, dirigente d'azienda e politico italiano
- 1936 - Ada Karmi-Melamede, architetto israeliana
- 1936 - Giuseppe Leone, fotografo italiano († 2024)
- 1936 - Kurt Liebrecht, calciatore tedesco orientale († 2022)
- 1936 - Chris McGregor, pianista e compositore sudafricano († 1990)
- 1937 - Jaume Alomar, ciclista su strada spagnolo († 2024)
- 1937 - V"jačeslav Čornovil, politico ucraino († 1999)
- 1937 - Félix Miéli Venerando, calciatore brasiliano († 2012)
- 1937 - Hansruedi Führer, ex calciatore svizzero
- 1937 - Armando Gravina, archeologo italiano
- 1937 - Natalino Lecca, militare italiano
- 1937 - Wiesław Skołucki, vescovo vetero-cattolico polacco († 2015)
- 1937 - Richard Wainwright Thorington, zoologo statunitense († 2017)
- 1937 - Ola Wærhaug, ex biatleta norvegese
- 1937 - Agostino Ziino, musicologo italiano
- 1938 - John Barnwell, ex calciatore e allenatore di calcio inglese
- 1938 - Héctor Barreneche, ex cestista argentino
- 1938 - Cecilia Chiovini, politica italiana
- 1938 - Noel Freeman, ex marciatore australiano
- 1938 - Sonia Gessner, attrice svizzera
- 1938 - Hans Küppers, calciatore tedesco († 2021)
- 1938 - Juan Carlos Lallana, calciatore argentino († 2022)
- 1938 - Mesías Maiguashca, compositore ecuadoriano
- 1938 - Philippe Nahon, attore francese († 2020)
- 1938 - Dieter Richter, germanista tedesco
- 1938 - Valentim Loureiro, militare, politico e imprenditore portoghese
- 1939 - Dean Corll, serial killer statunitense († 1973)
- 1939 - Natalino Gatti, politico italiano
- 1939 - Jan Rodvang, calciatore e allenatore di calcio norvegese († 2020)
- 1940 - Amedeo Bellini, storico dell'architettura e restauratore italiano
- 1940 - Janet Carroll, attrice statunitense († 2012)
- 1940 - Michael Cook, storico e islamista britannico
- 1940 - Bill Crothers, ex mezzofondista e velocista canadese
- 1940 - Sharon Farrell, attrice statunitense († 2023)
- 1940 - Anthony Fauci, immunologo statunitense
- 1940 - Grigorij Kriss, ex schermidore sovietico
- 1940 - Erich Maas, ex calciatore tedesco
- 1940 - Vjačeslav Novikov, ex cestista sovietico
- 1940 - Jan Stráský, politico cecoslovacco († 2019)
- 1940 - Ugo Tomeazzi, allenatore di calcio e ex calciatore italiano
- 1941 - David Arkin, attore statunitense († 1991)
- 1941 - Michael Billington, attore britannico († 2005)
- 1941 - Howden Ganley, pilota di Formula 1 neozelandese
- 1941 - Gianfranco Gorgoni, fotografo italiano († 2019)
- 1941 - Ana Maria Machado, scrittrice e giornalista brasiliana
- 1941 - Manfred Schurti, pilota automobilistico liechtensteinese
- 1941 - Andrzej Wojciech Suski, vescovo cattolico e docente polacco
- 1941 - Miguel Ángel Tábet, presbitero, teologo e biblista venezuelano († 2020)
- 1943 - Alberto Andrade, politico peruviano († 2009)
- 1943 - Giorgio Giovannini, ex magistrato italiano
- 1943 - Tarja Halonen, politica finlandese
- 1943 - Kazuo Komatsubara, animatore e character designer giapponese († 2000)
- 1943 - Robert Kurz, filosofo e giornalista tedesco († 2012)
- 1943 - Al Palladini, politico italiano († 2001)
- 1943 - Noëlla Pontois, ex ballerina francese
- 1943 - Christian Raymond, ex ciclista su strada francese
- 1943 - Giovanni Salio, ambientalista e pacifista italiano († 2016)
- 1944 - Regina Bartholomäus, ex cestista tedesca
- 1944 - Paulo Borges, calciatore brasiliano († 2011)
- 1944 - Oswald Gracias, cardinale e arcivescovo cattolico indiano
- 1944 - Erhard Keller, ex pattinatore di velocità su ghiaccio tedesco occidentale
- 1944 - Antonio La Forgia, politico italiano († 2022)
- 1944 - Robin Partch, ex slittinista statunitense
- 1944 - Tomislav Prosen, ex calciatore jugoslavo
- 1944 - Woody Shaw, musicista e compositore statunitense († 1989)
- 1944 - Salvatore Venuta, biologo e oncologo italiano († 2007)
- 1945 - Gillian Cross, scrittrice britannica
- 1945 - Edoardo De Angelis, cantautore e paroliere italiano
- 1945 - Peter Houseman, calciatore inglese († 1977)
- 1945 - Lemmy Kilmister, cantautore e musicista britannico († 2015)
- 1945 - Luca Lombardi, compositore italiano
- 1945 - Nicholas Meyer, scrittore, produttore cinematografico e regista statunitense
- 1945 - Simón Paredes, ex cestista peruviano
- 1945 - Vincenzo Proietti Farinelli, dirigente sportivo, allenatore di calcio e ex calciatore italiano
- 1945 - Saulius Šaltenis, scrittore, drammaturgo e politico lituano
- 1946 - Jan Akkerman, chitarrista olandese
- 1946 - Roselyne Bachelot, politica francese
- 1946 - Uri Barbash, regista israeliano
- 1946 - Daniel Beretta, attore e doppiatore francese († 2024)
- 1946 - Philippe Clerc, ex velocista svizzero
- 1946 - Uri Coronel, dirigente sportivo olandese († 2016)
- 1946 - Inge Ejderstedt, ex calciatore svedese
- 1946 - Leonid Filatov, attore e regista sovietico († 2003)
- 1946 - Vittorio Giardino, fumettista italiano
- 1946 - Erwin Pröll, politico austriaco
- 1946 - Jeff Sessions, politico e avvocato statunitense
- 1946 - Thomas Spencer, matematico e fisico statunitense
- 1946 - Patrick Vial, ex judoka francese
- 1946 - Yū Yamamoto, animatore, sceneggiatore e autore televisivo giapponese († 2018)
- 1946 - Andrew Chi-Chih Yao, informatico cinese
- 1947 - Miguel Ángel González, calciatore e dirigente sportivo spagnolo († 2024)
- 1947 - John Pisani, ex calciatore statunitense
- 1947 - Karel Prohl, sollevatore cecoslovacco
- 1948 - Stan Bowles, calciatore inglese († 2024)
- 1948 - Edwige Fenech, attrice, produttrice cinematografica e produttrice televisiva francese
- 1948 - Barra Grant, attrice, sceneggiatrice e regista statunitense
- 1948 - Mo Layton, ex cestista statunitense
- 1948 - Paola Mattioli, fotografa italiana
- 1948 - Menghesteab Tesfamariam, arcivescovo cattolico eritreo
- 1949 - Warwick Brown, ex pilota automobilistico australiano
- 1949 - Ray Colcord, compositore statunitense († 2016)
- 1949 - Mircea Diaconu, attore, scrittore e politico rumeno († 2024)
- 1949 - Skënder Gjinushi, matematico e politico albanese
- 1949 - Nikolaj Gluškov, imprenditore russo († 2018)
- 1949 - Vakht'ang Koridze, ex calciatore sovietico
- 1949 - Ryszard Legutko, filosofo e politico polacco
- 1949 - Massimo Montanari, storico italiano
- 1949 - Randy Neugebauer, politico statunitense
- 1949 - Willi Reimann, allenatore di calcio e ex calciatore tedesco
- 1950 - Mike Barnes, ex giocatore di football americano statunitense
- 1950 - Antonino Caruso, politico italiano († 2020)
- 1950 - Lucilla Galeazzi, cantautrice italiana
- 1950 - Gilberto Alves, allenatore di calcio e ex calciatore brasiliano
- 1950 - Dana Gioia, poeta e saggista statunitense
- 1950 - Salvatore Jacolino, allenatore di calcio e ex calciatore italiano
- 1950 - Ileana Ongar, ex ostacolista italiana
- 1950 - Fausto Terenzi, conduttore radiofonico, showman e disc jockey italiano
- 1951 - Gaëtan e Paul Brizzi, regista, animatore e pittore francese
- 1951 - Jerzy Kraska, ex calciatore polacco
- 1951 - V"jačeslav Leščuk, ex calciatore sovietico
- 1951 - Renato Moro, storico italiano
- 1951 - Stefano Natale, attore e musicista italiano
- 1951 - Sergio Ramírez, allenatore di calcio e ex calciatore uruguaiano
- 1951 - Aliye Uzunatağan, attrice e doppiatrice turca
- 1951 - Doug Wark, ex calciatore scozzese
- 1952 - Peter Forsyth Christensen, vescovo cattolico statunitense
- 1952 - Bruno Cipolla, canottiere italiano
- 1952 - Patrick Pons, pilota motociclistico francese († 1980)
- 1952 - Hilkka Riihivuori, ex fondista finlandese
- 1952 - Samiu Vaipulu, politico tongano
- 1952 - Tony Young, calciatore inglese († 2024)
- 1953 - Timothy Carhart, attore statunitense
- 1953 - Marco Giusti, critico cinematografico, saggista e autore televisivo italiano
- 1953 - Ricky Knight, wrestler britannico
- 1953 - Vincenzo Patanè, giornalista, critico cinematografico e scrittore italiano
- 1953 - Henk Rogers, imprenditore e autore di videogiochi olandese
- 1953 - Adam Szal, arcivescovo cattolico polacco
- 1954 - Cesare Accetta, direttore della fotografia e fotografo italiano
- 1954 - Karla Burns, attrice e mezzosoprano statunitense († 2021)
- 1954 - Pino De Vittorio, tenore e attore italiano
- 1954 - José María Figueres, politico costaricano
- 1954 - Gregory Scott Paul, paleontologo, sociologo e illustratore statunitense
- 1954 - Vidar Hansen, allenatore di calcio e ex calciatore norvegese
- 1954 - Kazunori Itō, scrittore e sceneggiatore giapponese
- 1954 - Patrizia Loreti, attrice e cabarettista italiana
- 1954 - Marlene Mizzi, politica maltese
- 1954 - Alessandro Pozzi, ex ciclista su strada italiano
- 1955 - Grand L. Bush, attore statunitense
- 1955 - Mizuho Fukushima, politica e avvocato giapponese
- 1955 - Clarence Gilyard Jr., attore statunitense († 2022)
- 1955 - Adam Kuligowski, scacchista polacco
- 1955 - Gary Lachman, scrittore e musicista statunitense
- 1955 - Antonio Leccese, mafioso italiano († 1981)
- 1955 - Stefano Tassinari, scrittore, drammaturgo e sceneggiatore italiano († 2012)
- 1955 - László Vágner, arbitro di calcio ungherese
- 1956 - Neena Gill, politica britannica
- 1956 - Stephanie Hodge, attrice, comica e cabarettista statunitense
- 1956 - Amor Jebali, ex calciatore tunisino
- 1956 - Irene Khan, avvocata bangladese
- 1956 - José López Maeso, ex tennista spagnolo
- 1956 - Ed Rains, ex cestista statunitense
- 1956 - José Domingo Ulloa Mendieta, arcivescovo cattolico panamense
- 1957 - António André, allenatore di calcio e ex calciatore portoghese
- 1957 - Oriano Giovanelli, politico italiano
- 1957 - Jérôme Beau, arcivescovo cattolico francese
- 1957 - Othmar Karas, politico austriaco
- 1957 - Hamid Karzai, politico afghano
- 1957 - Jun Kawagoe, regista giapponese
- 1957 - Alfredo Luis Somoza, giornalista, conduttore radiofonico e saggista italiano
- 1957 - Scott Spiegel, sceneggiatore, regista e produttore cinematografico statunitense
- 1957 - Martin Trocha, ex calciatore tedesco orientale
- 1958 - Michael T. Flynn, politico e generale statunitense
- 1958 - Munetaka Higuchi, batterista giapponese († 2008)
- 1958 - Paul Pressey, ex cestista e allenatore di pallacanestro statunitense
- 1958 - Hans Spaan, pilota motociclistico olandese
- 1958 - Lea Sölkner, ex sciatrice alpina austriaca
- 1959 - Emanuela Da Ros, giornalista e scrittrice italiana
- 1959 - Lee Daniels, regista, sceneggiatore e produttore cinematografico statunitense
- 1959 - Shpëtim Duro, allenatore di calcio albanese
- 1959 - Anil Kapoor, attore e produttore cinematografico indiano
- 1959 - Perry Lang, attore, sceneggiatore e regista statunitense
- 1959 - Kevin Magee, cestista statunitense († 2003)
- 1959 - Michaela Noll, avvocato e politica tedesca
- 1959 - Franco Panizza, politico italiano
- 1959 - Jesús Purizaga, ex calciatore peruviano
- 1959 - Stefano Sannino, diplomatico e ambasciatore italiano
- 1959 - Tom Schneider, giocatore di poker statunitense
- 1959 - Angelo Scuri, ex schermidore italiano
- 1960 - Luciano Bruni, allenatore di calcio e ex calciatore italiano
- 1960 - Mimì Ciaramella, batterista italiano
- 1960 - Emmanuel Félémou, vescovo cattolico guineano († 2021)
- 1960 - Yves Le Saux, vescovo cattolico francese
- 1960 - Glenn McQueen, animatore canadese († 2002)
- 1960 - Charles Ng, serial killer cinese
- 1960 - Fuyumi Ono, scrittrice giapponese
- 1960 - Marjan Podobnik, politico e imprenditore sloveno
- 1960 - Enrico Rimoldi, regista italiano
- 1960 - Carol Vorderman, personaggio televisivo e conduttrice televisiva britannica
- 1961 - İlham Əliyev, politico e militare azero
- 1961 - Mary Barra, imprenditrice statunitense
- 1961 - Patxi Bolaños, ex calciatore spagnolo
- 1961 - Antonello Iannarilli, politico italiano
- 1961 - Kwak Sung-ho, ex calciatore sudcoreano
- 1961 - Gaute Larsen, allenatore di calcio e ex calciatore norvegese
- 1961 - Zvonko Popović, allenatore di calcio e ex calciatore serbo
- 1961 - Cristina Rossello, avvocata e politica italiana
- 1961 - Wade Williams, attore statunitense
- 1961 - Jay Wright, allenatore di pallacanestro e ex cestista statunitense
- 1961 - Marcin Świetlicki, poeta, scrittore e musicista polacco
- 1962 - Belinda Bauer, scrittrice e giornalista britannica
- 1962 - Neil Corbould, effettista britannico
- 1962 - Renaud Garcia-Fons, contrabbassista e compositore francese
- 1962 - Tullia Giardina, docente italiana († 2022)
- 1962 - Juan Bautista Hernández-Pérez, ex pugile cubano
- 1962 - Stephen Kearin, doppiatore e attore statunitense
- 1962 - Christian Mark, ex bobbista, ex skeletonista e ex velocista austriaco
- 1962 - Jim Morrissey, ex giocatore di football americano statunitense
- 1962 - Marco Pecoraro Scanio, ex politico, dirigente sportivo e ex calciatore italiano
- 1962 - Marco Enrico Ricotti, ingegnere italiano
- 1962 - Kate Spade, stilista e imprenditrice statunitense († 2018)
- 1962 - Nobuteru Yūki, fumettista, illustratore e animatore giapponese
- 1963 - Matteo Adinolfi, politico italiano
- 1963 - Naja Marie Aidt, scrittrice e poetessa danese
- 1963 - Élisabeth Baume-Schneider, politica svizzera
- 1963 - Humberto Gessinger, cantante, musicista e compositore brasiliano
- 1963 - Timo Jutila, ex hockeista su ghiaccio finlandese
- 1963 - Christopher Barry Morris, ex calciatore irlandese
- 1963 - Tod Murphy, ex cestista e allenatore di pallacanestro statunitense
- 1963 - Gavin O'Connor, regista, sceneggiatore e produttore cinematografico statunitense
- 1963 - Mary Ramsey, cantante e violista statunitense
- 1963 - Neil Turbin, cantante statunitense
- 1964 - Jean-Paul Civeyrac, regista francese
- 1964 - Emanuele Dessì, giornalista e conduttore televisivo italiano
- 1964 - Kenny Earl "Rhino" Edwards, batterista statunitense
- 1964 - Lee Hyeong-suk, ex cestista sudcoreana
- 1964 - Christophe Miossec, musicista e cantautore francese
- 1964 - Francesco Saverio Romano, politico italiano
- 1964 - Giōrgos Savva, ex calciatore cipriota
- 1964 - Rui Manuel Sousa Valério, patriarca cattolico portoghese
- 1964 - Mark Valley, attore e ex militare statunitense
- 1964 - Stu West, bassista britannico
- 1965 - Carla Bozulich, cantautrice e musicista statunitense
- 1965 - Michel Cornelisse, ex ciclista su strada e dirigente sportivo olandese
- 1965 - Nicholas Cusack, ex calciatore inglese
- 1965 - Roger Joseph, ex calciatore inglese
- 1965 - Václav Korunka, ex fondista ceco
- 1965 - Emma Marcegaglia, imprenditrice italiana
- 1965 - Stefano Mignucci, regista televisivo italiano
- 1965 - Winston Moss, ex giocatore di football americano statunitense
- 1965 - Majid Musisi, calciatore ugandese († 2005)
- 1965 - André Nieuwlaat, ex calciatore norvegese
- 1965 - Brian Reitzell, compositore e musicista statunitense
- 1965 - Marcus Sorg, allenatore di calcio e ex calciatore tedesco
- 1966 - Diedrich Bader, attore e produttore cinematografico statunitense
- 1966 - Max Manzo, pilota motociclistico italiano
- 1966 - Christian Stumpf, allenatore di calcio e ex calciatore austriaco
- 1967 - Kim Bertholet, ex cestista canadese
- 1967 - Ivo Ergović, ex calciatore croato
- 1967 - Michail Ščennikov, ex marciatore russo
- 1967 - Pernilla Wahlgren, cantante e attrice svedese
- 1968 - Doyle Bramhall II, chitarrista, cantante e compositore statunitense
- 1968 - Choi Jin-sil, attrice e modella sudcoreana († 2008)
- 1968 - Xavier Daufresne, ex tennista belga
- 1968 - Francantonio Genovese, politico italiano
- 1968 - Jamie Hince, chitarrista, batterista e cantante britannico
- 1968 - Simon P. Keefe, musicologo britannico
- 1968 - Kevin Lynch, ex cestista statunitense
- 1968 - Astrid Strauß, ex nuotatrice tedesca
- 1969 - Stefano Bellani, comico e cabarettista italiano
- 1969 - Milan Blagojevic, ex calciatore australiano
- 1969 - Chen Yueling, ex marciatrice cinese
- 1969 - Silvia Fiorini, ex calciatrice italiana
- 1969 - Pernille Fischer Christensen, regista e sceneggiatrice danese
- 1969 - Linda Gates, ex tennista statunitense
- 1969 - Tarō Gotō, ex calciatore giapponese
- 1969 - Abiodun Idowu, ex calciatore e ex giocatore di calcio a 5 nigeriano
- 1969 - Kristina Kalesinskaitė, ex cestista lituana
- 1969 - Nick Love, regista e scrittore inglese
- 1969 - Sean Cameron Michael, attore, cantante e sceneggiatore sudafricano
- 1969 - Ed Miliband, politico britannico
- 1969 - Mark Millar, fumettista britannico
- 1969 - Luis Musrri, allenatore di calcio e ex calciatore cileno
- 1969 - Nazzareno Pilozzi, politico italiano
- 1969 - Constance Seeiso, principessa lesothiana († 1994)
- 1969 - Oleg Skripočka, cosmonauta e ingegnere russo
- 1969 - Gintaras Staučė, allenatore di calcio e ex calciatore lituano
- 1970 - Young Zee, rapper statunitense
- 1970 - Breck Eisner, regista statunitense
- 1970 - Pedro González Pierella, ex calciatore argentino
- 1970 - Adam Haslett, scrittore statunitense
- 1970 - Marco Minnemann, batterista, compositore e polistrumentista tedesco
- 1970 - Joaquim Neves, ex calciatore portoghese
- 1970 - Amaury Nolasco, attore portoricano
- 1970 - Beatriz Sánchez, giornalista e politica cilena
- 1971 - Giōrgos Alkaios, cantante greco
- 1971 - Fabrice Borer, ex calciatore svizzero
- 1971 - Jeremy Davidson, attore e regista statunitense
- 1971 - Tommi Kautonen, allenatore di calcio e ex calciatore finlandese
- 1971 - Ömer Kılıç, ex calciatore turco
- 1971 - Miguel Lutonda, allenatore di pallacanestro e ex cestista angolano
- 1971 - Ricky Martin, cantante, attore e personaggio televisivo portoricano
- 1971 - Viktorija Navroc'ka, ex cestista ucraina
- 1971 - Oro, wrestler messicano († 1993)
- 1971 - Aki Rahunen, ex tennista finlandese
- 1971 - Christopher Showerman, attore statunitense
- 1971 - Serge Yoffou, ex calciatore ivoriano
- 1972 - Eddy Bembuana-Keve, ex calciatore belga
- 1972 - Silvio Crisari, allenatore di calcio a 5 italiano
- 1972 - Richard Dutruel, ex calciatore francese
- 1972 - Marc Edworthy, ex calciatore inglese
- 1972 - Simon Lopuyet, ex maratoneta keniota
- 1972 - Álvaro Mesén, ex calciatore costaricano
- 1973 - Frédéric Demontfaucon, ex judoka francese
- 1973 - Martin Kellerman, fumettista svedese
- 1973 - Liu Dong, ex mezzofondista cinese
- 1973 - Adam Majewski, allenatore di calcio e ex calciatore polacco
- 1973 - Giancarlo Marinelli, scrittore, regista e sceneggiatore italiano
- 1973 - Stephenie Meyer, scrittrice e produttrice cinematografica statunitense
- 1973 - Igor Mihajlovski, ex cestista e allenatore di pallacanestro macedone
- 1973 - Matt Passmore, attore australiano
- 1973 - Eddie Pope, procuratore sportivo e ex calciatore statunitense
- 1973 - Ali Salem Tamek, attivista sahrāwī
- 1974 - Samuel Caballero, ex calciatore honduregno
- 1974 - Fary Faye, ex calciatore senegalese
- 1974 - Luca Gianazza, numismatico italiano
- 1974 - Thure Lindhardt, attore danese
- 1974 - Ivan Ranđelović, ex calciatore serbo
- 1974 - Marcelo Salas, dirigente sportivo e ex calciatore cileno
- 1974 - Tadjou Salou, calciatore togolese († 2007)
- 1974 - Ryan Seacrest, conduttore televisivo e produttore televisivo statunitense
- 1974 - Cristina Umaña, attrice colombiana
- 1975 - Anthony Barbagallo, politico italiano
- 1975 - Daniela Colaiacomo, schermitrice italiana
- 1975 - Francesca Martinez, attrice, ex modella e conduttrice televisiva italiana
- 1975 - Ali Wahaib Shnaiyn, ex calciatore iracheno
- 1975 - Ville Tiisanoja, ex pesista finlandese
- 1975 - Natalie Ward, giocatrice di softball australiana
- 1975 - Marija Zacharova, politica, funzionaria e giornalista russa
- 1976 - Serkan Altunorak, attore e doppiatore turco
- 1976 - Linda Ferga-Khodadin, ex ostacolista e lunghista francese
- 1976 - Ángel Matos, taekwondoka cubano
- 1976 - Evan Osnos, giornalista e scrittore statunitense
- 1976 - María José Siri, soprano uruguaiano
- 1976 - Riki van Steeden, allenatore di calcio e ex calciatore neozelandese
- 1976 - Mario Tani, regista cinematografico e produttore cinematografico italiano
- 1976 - Nicoletta Verna, scrittrice italiana
- 1976 - Svetlana Žuchová, scrittrice slovacca
- 1977 - Américo, cantante cileno
- 1977 - Luca Carrara, ultramaratoneta e fondista di corsa in montagna italiano
- 1977 - Claudia Corsini, pentatleta italiana
- 1977 - Hans Erik Eriksen, allenatore di calcio e ex calciatore norvegese
- 1977 - Jimmie Hunter, ex cestista statunitense
- 1977 - Loïc Lupon, ex calciatore francese
- 1977 - Michael Raymond-James, attore statunitense
- 1977 - Iman Sabbah, giornalista palestinese
- 1977 - Glen Salmon, allenatore di calcio e ex calciatore sudafricano
- 1977 - Dane Spencer, allenatore di sci alpino e ex sciatore alpino statunitense
- 1977 - Aisha Gheddafi, avvocata libica
- 1977 - Güngör Öztürk, allenatore di calcio e ex calciatore turco
- 1978 - Josh Asselin, ex cestista statunitense
- 1978 - Yıldıray Baştürk, dirigente sportivo e ex calciatore turco
- 1978 - Gemelli Carlson, modello statunitense
- 1978 - Souleymane Diawara, ex calciatore senegalese
- 1978 - Tiberiu Lung, ex calciatore rumeno
- 1978 - John Nieuwenburg, ex calciatore olandese
- 1978 - Ferenc Róth, calciatore ungherese
- 1978 - Nikolaj Rybakov, politico, ecologo e economista russo
- 1979 - Virginie Arnold, arciera francese
- 1979 - Julio Díaz, pugile messicano
- 1979 - Hervé Duclos-Lassalle, ex ciclista su strada francese
- 1979 - Chris Hero, wrestler statunitense
- 1979 - Božo Kovačević, ex calciatore austriaco
- 1979 - Rodrigo Mannara, ex calciatore argentino
- 1979 - Pang Qing, ex pattinatrice artistica su ghiaccio cinese
- 1979 - Svetlana Pospelova, velocista russa
- 1979 - Yusuf Rabiev, ex calciatore tagiko
- 1979 - Pichai Sayotha, ex pugile thailandese
- 1980 - Stephen Appiah, ex calciatore ghanese
- 1980 - Andrew Barron, ex calciatore neozelandese
- 1980 - Geoffrey Dernis, ex calciatore francese
- 1980 - Thomas Giles, cantautore, tastierista e polistrumentista statunitense
- 1980 - Maarja-Liis Ilus, cantante estone
- 1980 - Tomas Kalnoky, cantante e musicista ceco
- 1980 - Noel Kaseke, ex calciatore zimbabwese
- 1980 - Paolino DJ, conduttore radiofonico e telecronista sportivo italiano
- 1980 - Jason Miller, artista marziale misto statunitense
- 1980 - Cassidey Rae, ex attrice pornografica statunitense
- 1980 - Jaanus Uudmäe, triplista estone
- 1980 - Jelle ten Rouwelaar, allenatore di calcio e ex calciatore olandese
- 1981 - Dima Bilan, cantante e attore russo
- 1981 - Justice Christopher, calciatore nigeriano († 2022)
- 1981 - José Cáceres, pallavolista dominicano
- 1981 - Roman Gröbmer, ex sciatore alpino italiano
- 1981 - Cliff Hawkins, ex cestista statunitense
- 1981 - Katherine Kingsley, attrice e cantante britannica
- 1981 - Chris Kluwe, ex giocatore di football americano statunitense
- 1981 - Sophie Moone, ex attrice pornografica ungherese
- 1981 - Nneka, cantautrice nigeriana
- 1981 - Víctor Ortega Rodríguez, ex cestista e allenatore di pallacanestro dominicano
- 1981 - Broc Parkes, pilota motociclistico australiano
- 1981 - Brian Stock, allenatore di calcio e ex calciatore gallese
- 1981 - Jakub Vágner, biologo, conduttore televisivo e musicista ceco
- 1982 - Masaki Aiba, attore e cantante giapponese
- 1982 - Kevin Burnett, giocatore di football americano statunitense
- 1982 - Anna Ferzetti, attrice italiana
- 1982 - Carlo Greppi, storico, scrittore e curatore editoriale italiano
- 1982 - Tetsuya Kakihara, doppiatore, cantante e blogger giapponese
- 1982 - Carlalberto Ludi, dirigente sportivo e ex calciatore italiano
- 1982 - Ines Mordente, dermatologa e divulgatrice scientifica italiana
- 1982 - Natalie Purcell, cestista neozelandese
- 1982 - Sidney Aparecido Ramos da Silva, calciatore brasiliano
- 1982 - Mickaël Roche, calciatore francese
- 1982 - Robert Schwartzman, attore e cantante statunitense
- 1982 - Orso Tosco, scrittore italiano
- 1983 - Cao Lei, sollevatrice cinese
- 1983 - Abdoulaye Cissé, ex calciatore burkinabé
- 1983 - Rareș Dumitrescu, schermidore rumeno
- 1983 - Irene Fornaciari, cantautrice e polistrumentista italiana
- 1983 - Daria Gaiazova, ex fondista canadese
- 1983 - Tim Jennings, giocatore di football americano statunitense
- 1983 - Irina Krush, scacchista statunitense
- 1983 - Joel Solanilla, calciatore panamense
- 1984 - Walter Altmann, arbitro di calcio austriaco
- 1984 - Jehnny Beth, cantante, musicista e attrice francese
- 1984 - John Cynn, giocatore di poker statunitense
- 1984 - Liu Haili, ex multiplista cinese
- 1984 - Yerson Opazo, calciatore cileno
- 1984 - Erik Umberto Pretto, politico italiano
- 1984 - Rogério Miranda Silva, ex calciatore brasiliano
- 1984 - Yusneysi Santiusti, mezzofondista cubana
- 1984 - Wallace Spearmon, velocista statunitense
- 1984 - Austin Stowell, attore statunitense
- 1984 - Burak Özçivit, attore e ex modello turco
- 1985 - Laura Aikman, attrice britannica
- 1985 - Teresa Frassinetti, ex pallanuotista e dirigente sportiva italiana
- 1985 - Seidou Idrissa, ex calciatore nigerino
- 1985 - Fabiano Joseph, mezzofondista e maratoneta tanzaniano
- 1985 - Manuel António Machado, ex calciatore angolano
- 1985 - Marc Marshall, calciatore grenadino
- 1985 - Mirna Mazić, ex cestista croata
- 1985 - Anna Menon, ingegnere statunitense
- 1985 - Ilenia Pastorelli, attrice italiana
- 1985 - David Ragan, pilota automobilistico statunitense
- 1985 - Andrew Romine, giocatore di baseball statunitense
- 1985 - Christina Schwanitz, pesista tedesca
- 1985 - Hugo Leonardo Silva Serejo, calciatore brasiliano
- 1985 - Matthew Targett, ex nuotatore australiano
- 1985 - Cai Zhi Yun, attrice taiwanese
- 1985 - Natal'ja Ziganšina, ex ginnasta russa
- 1986 - Ana Brenda Contreras, attrice messicana
- 1986 - Tim Elliott, artista marziale misto statunitense
- 1986 - Charlie Faumuina, rugbista a 15 neozelandese
- 1986 - Kyrylo Fesenko, cestista ucraino
- 1986 - Theodor Gebre Selassie, ex calciatore ceco
- 1986 - Satomi Ishihara, attrice giapponese
- 1986 - Lee Yong, calciatore sudcoreano
- 1986 - Riyo Mori, modella giapponese
- 1986 - Annika Noelle, attrice e modella statunitense
- 1986 - Thomas Peterson, ex ciclista su strada statunitense
- 1986 - Gavintra Photijak, modella tailandese
- 1986 - Luca Sannino, attore italiano
- 1986 - Kaan Yıldırım, attore turco
- 1987 - Matías Cahais, calciatore argentino
- 1987 - Alex Giorgetti, pallanuotista italiano
- 1987 - Aaron Gwin, mountain biker statunitense
- 1987 - Nicole Matteoni, politica italiana
- 1987 - Bessam, calciatore mauritano
- 1987 - Antonio Jesús Regal Angulo, calciatore spagnolo
- 1987 - Thomas Zündel, calciatore austriaco
- 1988 - Sitamadji Allarassem, calciatore ciadiano († 2014)
- 1988 - Stefanos Athanasiadīs, ex calciatore greco
- 1988 - Momodou Ceesay, ex calciatore gambiano
- 1988 - Dušan Cvetinović, calciatore serbo
- 1988 - Kim Jae-kyung, attrice sudcoreana
- 1988 - Abigail Klein, attrice e modella statunitense
- 1988 - Nikola Mektić, tennista croato
- 1988 - Nura, rapper e attrice tedesca
- 1988 - Park Jin-joo, attrice sudcoreana
- 1988 - Njongo Priso, ex calciatore camerunese
- 1988 - Tommy Stroot, allenatore di calcio tedesco
- 1988 - Simon Zenke, calciatore nigeriano
- 1989 - Muminjon Abdullaev, lottatore uzbeko
- 1989 - Rashed Al Hooti, calciatore bahreinita
- 1989 - Matt Calvert, ex hockeista su ghiaccio canadese
- 1989 - Chen Zijie, calciatore cinese
- 1989 - Daniel Durant, attore statunitense
- 1989 - Carlos Escobar Ortíz, calciatore cileno
- 1989 - Steve Johnson, ex tennista statunitense
- 1989 - Clara Munarini, arbitro di rugby a 15 italiana
- 1989 - Daisuke Narimatsu, pugile giapponese
- 1989 - Diafra Sakho, allenatore di calcio e ex calciatore senegalese
- 1989 - Gonzalo Verón, calciatore argentino
- 1990 - Samuel Afum, ex calciatore ghanese
- 1990 - Branimir Aleksić, calciatore serbo
- 1990 - Dwayne Allen, giocatore di football americano statunitense
- 1990 - Samir Ayass, ex calciatore libanese
- 1990 - Brigetta Barrett, ex altista statunitense
- 1990 - Peta Jensen, attrice pornografica statunitense
- 1990 - Jordan Mills, giocatore di football americano statunitense
- 1990 - Ryō Miyake, schermidore giapponese
- 1990 - Thomas Van der Plaetsen, multiplista belga
- 1990 - Mohammed Saeid, ex calciatore svedese
- 1990 - José Rogério de Oliveira Melo, calciatore brasiliano
- 1991 - Thom de Boer, nuotatore olandese
- 1991 - Fong Yee Pui, ex velocista hongkonghese
- 1991 - Antoine Gakeme, mezzofondista burundese
- 1991 - A.J. Johnson, giocatore di football americano statunitense
- 1991 - Marcel Mathis, ex sciatore alpino austriaco
- 1991 - Mikaela Matthews, sciatrice freestyle statunitense
- 1991 - Eric Moreland, cestista statunitense
- 1991 - Taylor Zakhar Perez, attore statunitense
- 1991 - Desiree Righi, artista marziale e ex calciatrice italiana
- 1991 - Ismail Sassi, calciatore francese
- 1991 - Louis Tomlinson, cantautore britannico
- 1992 - Davante Adams, giocatore di football americano statunitense
- 1992 - Nima Alamian, tennistavolista iraniano
- 1992 - Serge Aurier, calciatore ivoriano
- 1992 - Michel Babatunde, calciatore nigeriano
- 1992 - Anna Beninati, sciatrice alpina statunitense
- 1992 - Brian Brown, calciatore giamaicano
- 1992 - Salim Cissé, calciatore guineano
- 1992 - Peppe, fumettista italiano
- 1992 - Mohammed Fatau, calciatore ghanese
- 1992 - P.J. Hairston, ex cestista statunitense
- 1992 - Maksym Malyšev, ex calciatore ucraino
- 1992 - Dhurata Dora, cantante kosovara
- 1992 - Darren Till, artista marziale misto, pugile e ex kickboxer britannico
- 1992 - Virna Toppi, danzatrice italiana
- 1993 - Bae Da-bin, attrice sudcoreana
- 1993 - Millie Brady, attrice britannica
- 1993 - Andrea Cedrón, nuotatrice peruviana
- 1993 - Prince-Désir Gouano, ex calciatore francese
- 1993 - Yūya Kubo, calciatore giapponese
- 1993 - Süleýman Muhadow, calciatore turkmeno
- 1993 - Yosvanys Peña, lottatore cubano
- 1994 - Viktoria Bogdanova, ginnasta estone
- 1994 - Antonio Campbell, cestista statunitense
- 1994 - Alioune Fall, calciatore senegalese
- 1994 - L.G. Gill, cestista statunitense
- 1994 - Daphne Groeneveld, modella olandese
- 1994 - Frédéric Guilbert, calciatore francese
- 1994 - Han Seung-woo, cantautore, rapper e ballerino sudcoreano
- 1994 - Denis Maksymilian Kudla, lottatore tedesco
- 1994 - Kamso Mara, calciatore guineano
- 1994 - Phumlani Ntshangase, calciatore sudafricano
- 1994 - Ève Périsset, calciatrice francese
- 1994 - Chalita Suansane, modella e attrice thailandese
- 1994 - Ibou Touray, calciatore inglese
- 1994 - Jennifer Valente, pistard e ciclista su strada statunitense
- 1995 - Amrou Bouallegue, cestista tunisino
- 1995 - Maximilian Dörnbach, pistard tedesco
- 1995 - Lynden Gooch, calciatore statunitense
- 1995 - Ylldren Ibrahimaj, calciatore norvegese
- 1995 - Anett Kontaveit, ex tennista estone
- 1995 - Jan Kozamernik, pallavolista sloveno
- 1995 - Chima Moneke, cestista nigeriano
- 1995 - Ryan Neal, giocatore di football americano statunitense
- 1995 - Fabrice Ondoa, calciatore camerunese
- 1995 - Sada Atsushi, goista giapponese
- 1995 - Nen Sothearath, calciatore cambogiano
- 1996 - Khalil Ahmad, cestista statunitense
- 1996 - Kendija Aparjode, slittinista lettone
- 1996 - Emanuel Cecchini, calciatore argentino
- 1996 - Tavrion Dawson, cestista statunitense
- 1996 - Niko Guardado, attore statunitense
- 1996 - Kenny Molly, ciclista su strada belga
- 1996 - Emondre Rickman, cestista statunitense
- 1996 - Martyna Wiankowska, calciatrice polacca
- 1997 - Jean-Noël Amonome, calciatore gabonese
- 1997 - Neeraj Chopra, giavellottista indiano
- 1997 - Celeste Dalla Porta, attrice italiana
- 1997 - Ivana Dojkić, cestista croata
- 1997 - Dávid Zimonyi, calciatore ungherese
- 1997 - Francesca Franchi, fondista italiana
- 1997 - Nicolò Giacalone, ostacolista italiano
- 1997 - Tom Glover, calciatore australiano
- 1997 - Kyo Kagen, goista taiwanese
- 1997 - Roman Minaev, calciatore russo
- 1997 - Jamorko Pickett, cestista statunitense
- 1997 - Emmanuel Sabbi, calciatore statunitense
- 1997 - Kevin Schumacher, calciatore tedesco
- 1997 - Stefan, cantante estone
- 1998 - Alexis Mac Allister, calciatore argentino
- 1998 - Declan McKenna, cantautore e musicista britannico
- 1998 - Grégoire Munster, pilota di rally lussemburghese
- 1998 - Mustapha Sangaré, calciatore maliano
- 1998 - Jahmali Waite, calciatore giamaicano
- 1999 - Nelson Sarmento, calciatore est-timorese
- 1999 - Sam Sessoms, cestista statunitense
- 1999 - Chris Smith, cestista statunitense
- 1999 - Gonzalo Torres, calciatore argentino
- 2000 - Tiago Dantas, calciatore portoghese
- 2000 - Jesús Ferreira, calciatore colombiano
- 2000 - Jiang Shenglong, calciatore cinese
- 2000 - Etienne Lienert, giocatore di football americano svizzero
- 2000 - Laura Pellicoro, mezzofondista italiana

## XXI secolo(15)
- 2001 - Guðbjörg Bjarnadóttir, velocista islandese
- 2001 - Fanil' Sungatulin, calciatore russo
- 2001 - Emma Weyant, nuotatrice statunitense
- 2002 - Iván Azón, calciatore spagnolo
- 2002 - Petar Bajalica, giocatore di football americano serbo
- 2002 - Polina Orlova, ginnasta russa
- 2002 - Joshua Primo, cestista canadese
- 2002 - Jeremiah Trotter Jr., giocatore di football americano statunitense
- 2002 - Yang Zixuan, goista taiwanese
- 2003 - Eyad El Askalany, calciatore egiziano
- 2003 - Samba Lélé Diba, calciatore senegalese
- 2004 - Eric Bile, calciatore ivoriano
- 2004 - Kim Ji-soo, calciatore sudcoreano
- 2004 - Jamie Knight-Lebel, calciatore canadese
- 2006 - Callum Booth-Ford, attore britannico